# Magyar Nemzet (1938–2018)

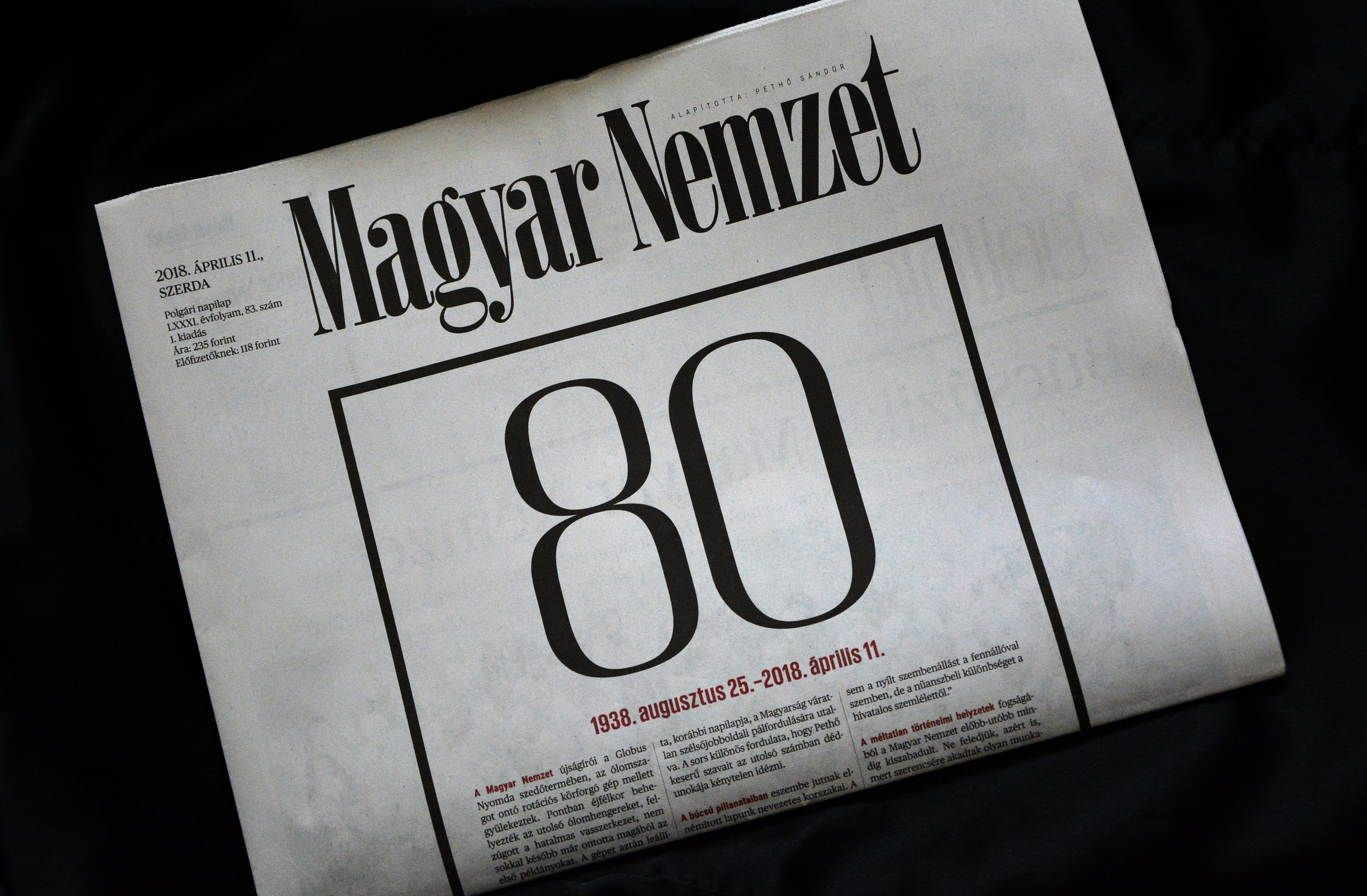
Die letzte Titelseite der Magyar Nemzet

Magyar Nemzet (deutsch: „Ungarische Nation“) ist eine konservative ungarische Tageszeitung, die vom 25. August 1938 bis zum 11. April 2018 erschien. Sie war die letzte überregionale Tageszeitung, die nicht von der Ungarischen Regierung kontrolliert wurde oder sich im Besitz von Vertrauten Viktor Orbáns befand.
Am 6. Februar 2019 wurde die regierungsfreundliche Zeitung Magyar Idök in Magyar Nemzet umbenannt.

## Allgemeine Daten
Magyar Nemzet hatte 2011 eine Auflage von etwa 70.000 Exemplaren.

## Geschichte
Magyar Nemzet wurde noch vor dem Zweiten Weltkrieg als Sprachrohr des gemäßigten Konservativismus gegründet. Während der deutschen Besatzung 1944/45 war sie offiziell verboten und erschien illegal. Nach dem Ende des Zweiten Weltkrieges erschien sie als Tageszeitung der bürgerlichen Kräfte. Obwohl stark zensiert, konnte sich die Magyar Nemzet auch während der Herrschaft der Sozialistischen Arbeiterpartei eine gewisse Unabhängigkeit bewahren. Im Kádár-Regime war die Tageszeitung das Blatt des deklassierten liberalen Bürgertums. Dabei dominierten eher die kulturellen Artikel die Berichterstattung.
Nach der Wende avancierte das Blatt zum Hauptorgan der bürgerlichen Antikommunisten, blieb aber unabhängig. Die Mitte-rechts-Regierung von Viktor Orbán (1998–2002) wollte aus der Zeitung die größte bürgerliche Tageszeitung machen, daher wurde sie mit der rechtsradikalen Tageszeitung Napi Magyarorszag („Tägliches Ungarn“) zwangsvereinigt. Die neue Magyar Nemzet stand lange ideologisch der Fidesz-Partei nahe, war aber keine reine Parteizeitung. 2005 bekam sie Konkurrenz von rechts, da sich die umstrukturierte, ehemalige linksliberale Tageszeitung Magyar Hírlap („Ungarische Zeitung“) ebenfalls als bürgerlich versteht.
Chefredakteur der Magyar Nemzet war zuletzt Gábor D. Horváth. Die Zeitung gehörte in das Geschäftsumfeld des Unternehmers Lajos Simicska, eines früheren engen Freundes von Regierungschef Viktor Orbán. Jahrelang galt das Blatt damit als Orbáns Partei Fidesz – Ungarischer Bürgerbund nahestehend. Das änderte sich nach der Eskalation eines lange schwelenden Konflikts zwischen Viktor Orbán und Lajos Simicska Anfang 2015 – seitdem nahm Magyar Nemzet (wie auch andere Simicska-nahe Medien wie der Nachrichtensender Hír Televízió) eine deutlich regierungskritischere Position ein.
Am 10. April 2018 gab die Zeitung aus finanziellen Gründen ihre Schließung bekannt. Damit verschwand die letzte überregionale Tageszeitung, die nicht von der Regierung kontrolliert wurde oder sich im Besitz von Vertrauten Viktor Orbáns befand.
Die Umbenennung der als Regierungssprachrohr verstandenen Magyar Idök in Magyar Nemzet am 7. Februar 2019, dem Tag des endgültigen Bruchs zwischen Viktor Orbán und Lajos Simicska vier Jahre zuvor, wird als Teil jener „Genugtuung“ an Viktor Orbáns Gegnern empfunden, die er im Wahlkampf 2018 angekündigt hatte.